# Калмуратов, Конур
Конур Калмуратов (каз. Қоңыр Қалмұратов; 1885 год, село Жаркамыс — 1971 год) — старший чабан колхоза «Кызыл-Булак» Байганинского района Актюбинской области, Казахская ССР. Герой Социалистического Труда (1948).
Родился в 1885 году в крестьянской семье в селе Жаркамыс. В 1929 году во время коллективизации вступил в сельскохозяйственную артель, позднее преобразованную в колхоз «Кызыл-Булак» Байганинского района. Трудился в этом колхозе чабаном, старшим чабаном до выхода на пенсию в 1952 году.
В 1947 году бригада Конура Калмуратова вырастила 541 ягнёнка от 422 овцематок. Указом Президиума Верховного Совета СССР от 23 июля 1948 года «за получение высокой продуктивности животноводства в 1947 году при выполнении колхозом обязательных поставок сельскохозяйственных продуктов и плана развития животноводства» удостоен звания Героя Социалистического Труда с вручением ордена Ленина и золотой медали «Серп и Молот».
Вышел на пенсию в 1952 году. Скончался в 1971 году.
Награды
- Герой Социалистического Труда
- Орден Ленина